# Hund über Bord
Hund über Bord ist ein deutsch-tschechoslowakischer Kurzspielfilm der DEFA gemeinsam mit Krátký Film Prag von Thomas Kuschel aus dem Jahr 1972.

## Handlung
Andrea und Klaus leben das ganze Jahr über bei ihrer Großmutter, da ihre Eltern als Schiffsführer auf einem Motorgüterschiff auf der Elbe arbeiten. Jetzt in den Ferien dürfen sie ein paar Wochen mit dem Schiff mitfahren, denn es befindet sich auch eine Wohnung darauf. Zum Schiffspersonal gehört auch noch ein Bootsmann, der beim Eintreffen der Kinder sofort ein mulmiges Gefühl hat, befindet sich doch auch der Hund Jäckie in ihrer Begleitung. Zwischen den Kindern und dem Bootsmann ist von Anfang an ein gespanntes Verhältnis, besonders als dieser aus Versehen eine Büchse mit roter Farbe umkippt und Andreas Lieblingspuppe Karoline mit dem Gesicht hineinfällt.
Eines Tages fällt in einem unbeobachteten Moment der Hund ins Wasser. Ein entgegenkommender tschechoslowakischer Schlepper holt ihn an Bord, wo er unter den Besatzungsmitgliedern auch gleich Freunde findet. Sie beschließen den Hund auf der Rückfahrt wieder zu übergeben. Inzwischen wird auch auf dem Güterschiff das Verschwinden von Jäckie bemerkt und die Familie beschließt zu ankern, um ihn an Land zu suchen. Natürlich können sie ihn nicht finden. Doch in der Nacht hat Klaus die Idee, ihn am anderen Ufer zu suchen und er macht sich mit seiner kleinen Schwester auf den Weg. Auf der Suche durch das Elbsandsteingebirge verlaufen sie sich und finden nicht mehr den Weg zurück aufs Schiff. Am nächsten Tag wird auch hier das Fehlen der Kinder festgestellt und die Erwachsenen begeben sich auf die Suche, auch mit Hilfe der tschechoslowakischen Polizei.
Auf der Suche nach dem Weg zurück werden Andrea und Klaus von einer Gruppe Indianer spielender tschechoslowakischer Kinder festgenommen. Da sie jeweils die Sprache der anderen nicht verstehen, schaffen sie es, sich über Zeichensprache zu verständigen. So wird den Indianern klar, dass die deutschen Kinder einen Hund und den Weg zum Schiff suchen. Sie schließen Freundschaft und schaffen alle Hunde aus der Umgebung zur Überprüfung herbei. Auch die Eltern sowie der Bootsmann treffen inzwischen ein und der Verbleib von Jäckie hat sich inzwischen geklärt.
Auf der Rückfahrt treffen die Geschwister den Schlepper mit dem Hund an Bord. Doch bei der Übergabe fällt Jäckie erneut ins Wasser, aber der Bootsmann springt sofort hinterher und rettet ihn. Das ist der Grund nun auch mit dem Bootsmann eine indianische Freundschaft zu schließen, wie das geht, haben sie inzwischen ja gelernt.

## Produktion
Hund über Bord wurde unter dem Arbeitstitel Auf der Elbe auf ORWO-Color gedreht und hatte seine deutsche Premiere am 9. Juni 1972. In der ČSSR wurde der Film bereits am 1. Juni 1972 unter dem Titel  Dobrodružství na Labi uraufgeführt. Die Erstausstrahlung im Fernsehen erfolgte am 7. Februar 1976 im 1. Programm des Fernsehens der DDR.
Die Außenaufnahmen entstanden auf der Elbe und im Elbsandsteingebirge.

## Auszeichnungen
- 1972: FBW – Besonders wertvoll
- 1972: Internationale Filmfestspiele von Venedig – Anerkennungsurkunde